# Burundi na Letnich Igrzyskach Paraolimpijskich 2008
Burundi na Letnich Igrzyskach Paraolimpijskich w Pekinie reprezentowało 3 zawodników. Był to pierwszy występ reprezentantów Burundi na Paraolimpiadzie.

## Kadra

### *Lekkoatletyka
- Fidele Manirambona

1500 m (T46) – 10. miejsce w eliminacjach
- Leonidas Ahishakiye

1500 m (T46) – 11. miejsce w eliminacjach
- Remy Nikobimeze

5000 m (T46) – 5. miejsce